# Agaricus texensis
Agaricus texensis är en svampart som först beskrevs av Berk. & M.A. Curtis, och fick sitt nu gällande namn av Geml, Geiser & Royse 2004. Agaricus texensis ingår i släktet champinjoner och familjen Agaricaceae.   Inga underarter finns listade i Catalogue of Life.

## Källor

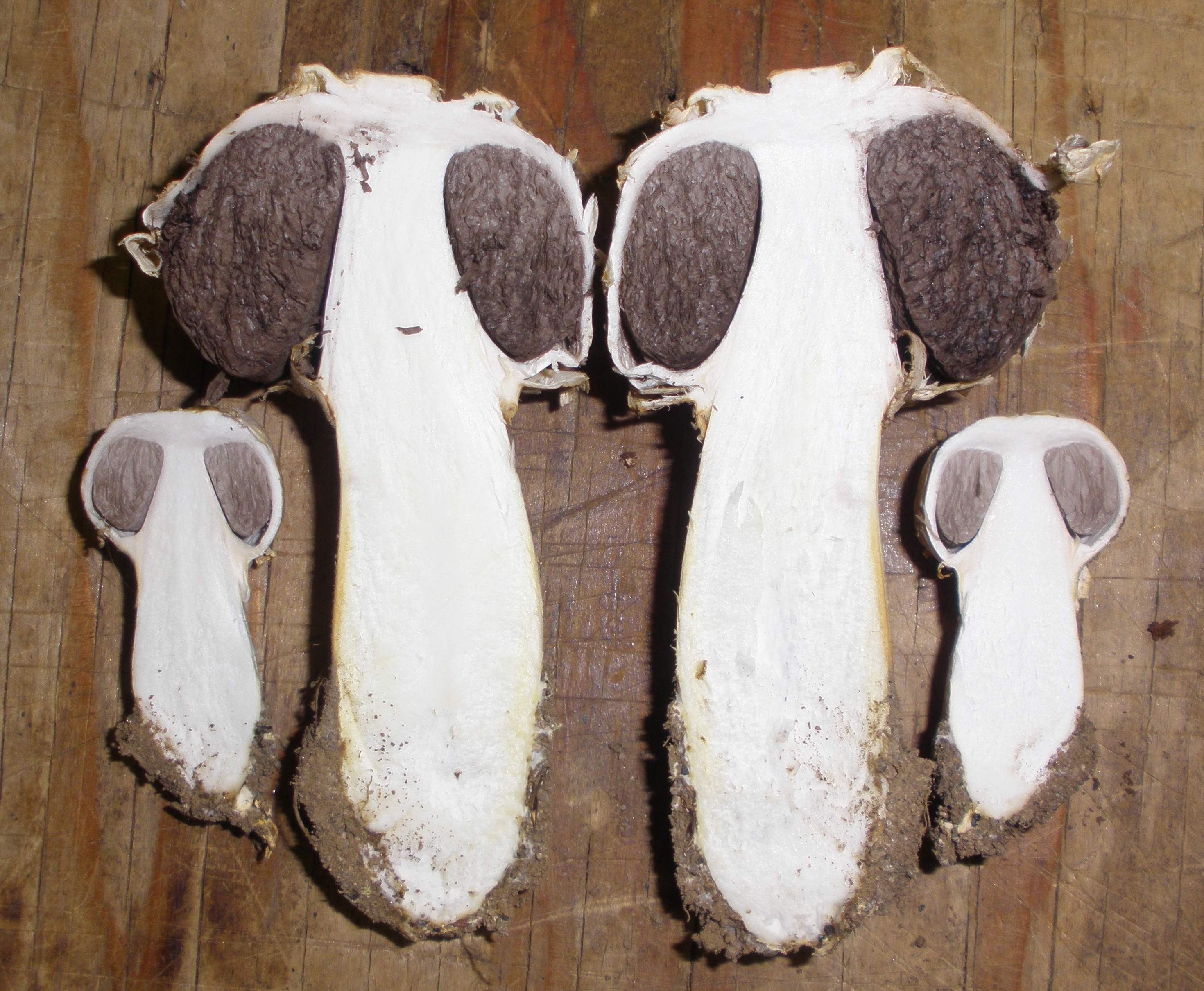